# Zhou Peishun
Zhou Peishun   (Taizhou, 8 de març de 1962) és un aixecador de peses xinès, ja retirat, que va competir durant la dècada de 1980.
El 1984 va prendre part en els Jocs Olímpics d'Estiu de Los Angeles, on va guanyar la medalla de plata en la categoria del pes mosca del programa d'halterofília.
En el seu palmarès també destaca una medalla de plata al Campionat del món d'halterofília de 1984.